# Diplotaxis trapezifera
Diplotaxis trapezifera är en skalbaggsart som beskrevs av Bates 1887. Diplotaxis trapezifera ingår i släktet Diplotaxis och familjen Melolonthidae. Inga underarter finns listade i Catalogue of Life.